# Poligon (czasopismo)
Poligon, Magazyn Miłośników Wojsk Lądowych – polskie czasopismo poświęcone wojskom lądowym, ukazujące się od 2006 jako kwartalnik, a od początku 2009 jako dwumiesięcznik. Wydawane przez wydawnictwo Magnum-X.

## Stałe działy
- Siły zbrojne świata
- Broń pancerna
- Bitwy i kampanie
- Jednostki i formacje
- Sprzęt i technika
- Broń strzelecka
- Artyleria
- Muzea i kolekcje
- Fotoreportaż

## Redakcja
- Zbigniew Lalak – redaktor naczelny
- Marcin R. Kaźmierczak – redaktor graficzny
- Andrzej Kiński – członek redakcji